# Cupido albastola
Cupido albastola är en fjärilsart som beskrevs av Lucas 1889. Cupido albastola ingår i släktet Cupido och familjen juvelvingar. Inga underarter finns listade i Catalogue of Life.